# بيصرية
البيصرية (الاسم العلمي: Piedraiaceae)، فصيلة فطور من الفطور الزقية وطائفة الدرينانية.